# Glamorama Spies
Glamorama Spies per flauto, clarinetto, violino, violoncello e pianoforte è un brano di musica da camera del compositore italiano Lorenzo Ferrero, scritto nel 1999.

## Premessa
La composizione è stata commissionata da Sentieri Selvaggi ed eseguita per la prima volta al Teatro Manzoni di Milano nell'anno 2000.
Glamorama Spies è ispirata al romanzo satirico Glamorama di Bret Easton Ellis, del 1998.
Leggevo il romanzo quando Sentieri Selvaggi mi hanno chiesto questo pezzo, e passare dalla lettura alla scrittura mi è sembrato quasi inevitabile. E se ogni tanto sentite qualche sfumatura sentimentale, pensate alla penultima frase del libro: "Le stelle sono reali."

—Lorenzo Ferrero»

## Analisi
Il pezzo è in un unico movimento e dura circa sei minuti. È scritto in un idioma cromatico e dissonante. La sezione di apertura comincia con un tema semitonale di "ansietà" e con figure ostinate sopra un basso ostinato segnato da sincopi. Segue una parte lirica in cui tali elementi gradualmente passano in secondo piano, mentre in contrappunto emerge un tema “sentimentale” nel registro acuto del violoncello. Lo scambio fra I due principali temi in contrasto è interrotto di tanto in tanto da accordi drammatici del pianoforte, che rappresentano il punto di vista del protagonista. La parte finale ricapitola parte del materiale tematico della prima. Alla fine la tensione si allenta lasciando spazio ad armonie eteree e alla conclusione.

## Discografia
Ordine cronologico delle registrazioni:
2002. Bad Blood. Sentieri selvaggi. Registrazione su CD. Sensible Records.
2006. AC/DC. Sentieri selvaggi. Registrazione su CD. Cantaloupe Music.